# Nyékládháza
Nyékládháza este un oraș în districtul Miskolc, județul Borsod-Abaúj-Zemplén, Ungaria, având o populație de 4.992 de locuitori (2011). 

## Demografie
Componența etnică a orașului Nyékládháza
     Maghiari (97,68%)
     Necunoscut (0,83%)
     Alții (1,49%)
Componența confesională a orașului Nyékládháza
     Romano-catolici (36,3%)
     Reformați (20,97%)
     Fără religie (11,4%)
     Greco-catolici (3,29%)
     Atei (1,08%)
     Necunoscută (26,32%)
     Luterani (0,64%)
     Alte religii (0,7%)
Conform recensământului din 2011, orașul Nyékládháza avea 4.992 de locuitori. Din punct de vedere etnic, majoritatea locuitorilor (97,68%) erau maghiari. Apartenența etnică nu este cunoscută în cazul a 0,83% din locuitori. Nu există o religie majoritară, locuitorii fiind romano-catolici (36,3%), reformați (20,97%), persoane fără religie (11,4%), greco-catolici (3,29%) și atei (1,08%). Pentru 26,32% din locuitori nu este cunoscută apartenența confesională.